# بلدة دلتا تشارتر (ميشيغان)
دلتا تشارتر (بالإنجليزية: Delta Charter Township, Michigan)‏ هي بلدة تقع في مقاطعة إيتون (ميشيغان) بولاية ميشيغان في الولايات المتحدة. تأسست عام 1837، تبلغ مساحتها (كم²)، وترتفع عن سطح البحر 262 م، بلغ عدد سكانها 32408 نسمة في عام 2010 حسب إحصاء مكتب تعداد الولايات المتحدة .

## وصلات خارجية
- http://www.deltami.gov/
- The US50 - Cities and Towns in Michigan State
- Michigan Cities and Towns, Facts, Map, Flag, Colleges, Government, and More